# Sankei Shimbun

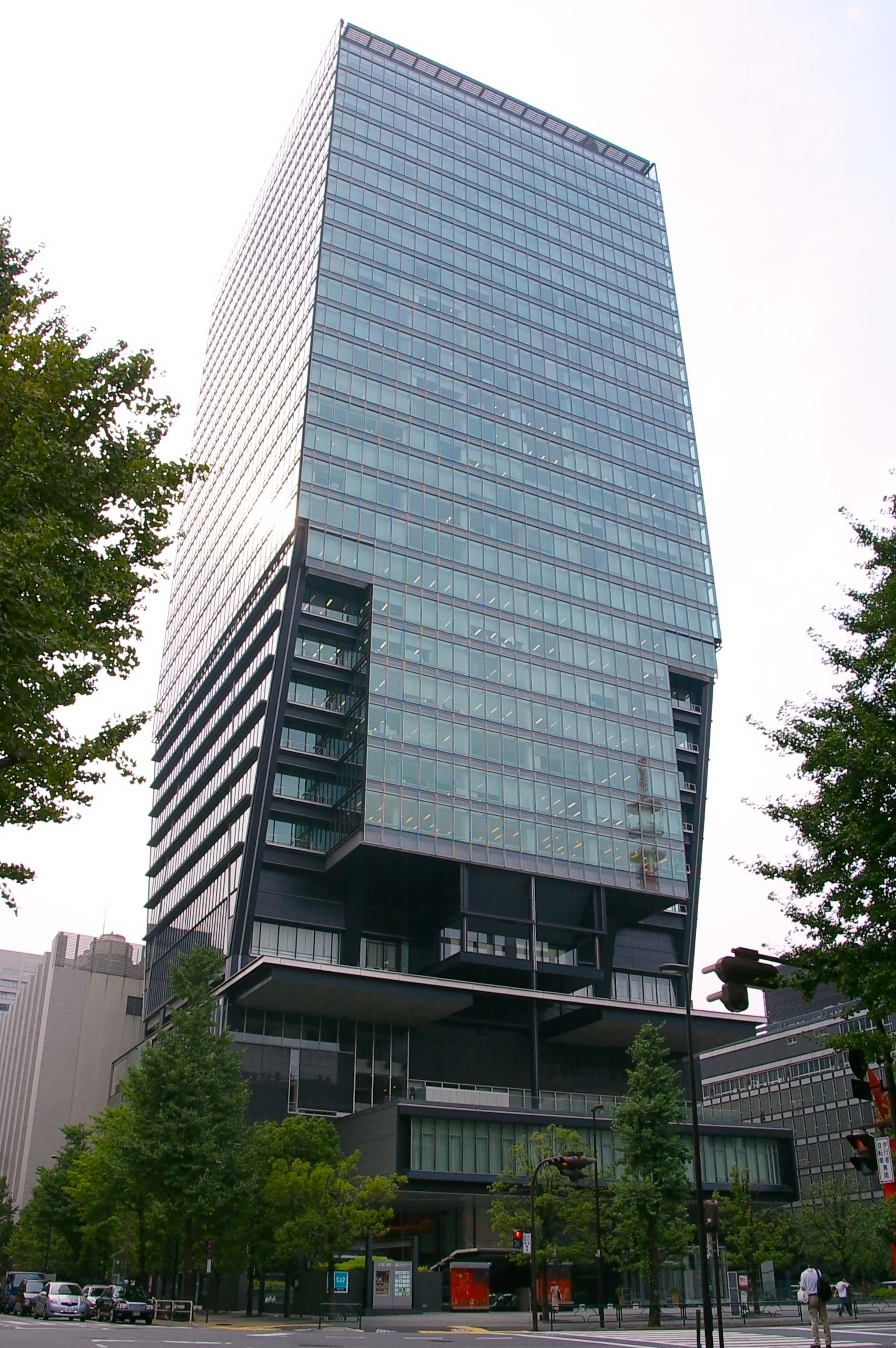
Tōkyō Sankei Building

Sankei Shimbun (japanisch 産経新聞, alternative Transkription: Sankei Shinbun) ist eine überregionale japanische Tageszeitung. Sie ist mit etwa 1,03 Mio. Auflagen die sechstgrößte Zeitung in Japan und hat die meisten Leser in der Region Kinki. In dieser Region erscheint sie zusätzlich in einer Abendausgabe mit 300.000 Exemplaren.
Die Zeitung versteht sich als nationalistisch, antikommunistisch, konservativ, kontra-KPCh und pro-USA. Mit der linksliberalen Asahi Shimbun streitet sie sich oft in Leitartikeln.

## Übersicht
Sankei Shimbun wurde 1933 von Maeda Hisakichi (前田 久吉; 1893–1986) als Nihon Kōgyō Shimbun (日本工業新聞, „Japanische Industriezeitung“) in Ōsaka gegründet. 1942 wurde der Name in Sangyō Keizai Shimbun (産業経済新聞, „Industrie- [und] Wirtschaftszeitung“) geändert, dessen Abkürzung der heutige Name ist. 1950 begann die Zeitung, eine Ausgabe für Tokio zu produzieren. Dabei wurde der Schwerpunkt Firmenneuigkeiten zu Gunsten einer allgemeineren Berichterstattung aufgegeben. 1955 schloss sich die Zeitung mit Jiji Shimpō (時事新報, etwa „neueste Informationen zum Zeitgeschehen“) zu Sankei Jiji (産経時事) zusammen. Das Unternehmen gedieh jedoch nicht ordentlich.
Erst nach einem Neustart unter Mizuno Shigeo, bei dem sie ihren gegenwärtigen Namen Sankei Shimbun erhielt, entwickelte die Zeitung sich gut. 1967 schloss sie sich mit Fuji Telecasting, Bunka Hōsō und Nippon Hōsō zur Fuji–Sankei-Gruppe zusammen, so dass ein großer Konzern entstand, der Zeitung, Radio und Fernsehen umschloss. 1968 übernahm Sakurada Takeshi die Leitung.
Am 1. Oktober 2007 startete die Zeitung mit MSN Sankei News eine Online-Kooperation mit MSN Japan.